# Campionati europei under 20 di atletica leggera 2017
Il XXIV campionato europeo under 20 di atletica leggera (2017 European Athletics U20 Championship) sono la prima edizione con questa denominazione (precedentemente era conosciuto come campionato europeo juniores di atletica leggera).
Si è svolto a Grosseto, in Italia, dal 20 al 23 luglio 2017. È la terza volta che l'Italia ha ospitato questa manifestazione, la seconda per la città di Grosseto dopo l'edizione del 2001.

## Nazioni partecipanti
Tra parentesi, il numero di atleti partecipanti per nazione.
- Andorra (1)
- Armenia (1)
- Atleti indipendenti (EAA) (4)
- Austria (18)
- Azerbaigian (1)
- Belgio (33)
- Bielorussia (26)
- Bosnia ed Erzegovina (3)
- Bulgaria (14)
- Rep. Ceca (47)
- Cipro (6)
- Croazia (22)
- Danimarca (9)
- Estonia (20)
- Finlandia (46)
- Francia (68)

- Georgia (3)
- Germania (86)
- Gibilterra (2)
- Gran Bretagna (59)
- Grecia (35)
- Islanda (2)
- Irlanda (42)
- Israele (12)
- Italia (104)
- Lettonia (21)
- Lituania (16)
- Lussemburgo (4)
- Macedonia (2)
- Malta (1)
- Moldavia (6)
- Monaco (1)

- Montenegro (1)
- Norvegia (40)
- Paesi Bassi (29)
- Polonia (65)
- Portogallo (33)
- Romania (33)
- San Marino (2)
- Serbia (13)
- Slovacchia (15)
- Slovenia (16)
- Spagna (54)
- Svezia (39)
- Svizzera (38)
- Turchia (62)
- Ucraina (30)
- Ungheria (42)

## Risultati

### Uomini
| Specialità | Oro                                                                       | Prestazione | Argento                                                                    | Prestazione | Bronzo                                                                 | Prestazione |
| Corse piane |                                                                           |             |                                                                            |             |                                                                        |             |
| 100 metri | Filippo Tortu                                                             | 10"73       | Samuel Purola                                                              | 10"79       | Oliver Bromby                                                          | 10"88       |
| 200 metri | Toby Harries                                                              | 20"81       | Jona Efoloko                                                               | 20"92       | Samuel Purola                                                          | 21"00       |
| 400 metri | Vladimir Aceti                                                            | 45"92       | Tymoteusz Zimny                                                            | 46"04       | Jonathan Sacoor                                                        | 46"23       |
| 800 metri | Marino Bloudek                                                            | 1'48"70     | Markhim Lonsdale                                                           | 1'48"82     | John Fitzsimons                                                        | 1'49"15     |
| 1.500 metri | Jake Heyward                                                              | 3'56"73     | Dries De Smet                                                              | 3'56"98     | Adrián Ben                                                             | 3'57"32     |
| 5.000 metri | Jakob Ingebrigtsen                                                        | 14'41"67    | Tariku Novales                                                             | 14'44"66    | Dorin Andrei Rusu                                                      | 14'46"07    |
| 10.000 metri | Dorin Andrei Rusu                                                         | 31'08"86    | Sergiy Polikarpenko                                                        | 31'10"85    | Sezgin Ataç                                                            | 31'12"18    |
| Corse su strada |                                                                           |             |                                                                            |             |                                                                        |             |
| 10 km marcia | Sergey Shirobokov                                                         | 43'21"29    | José Manuel Pérez                                                          | 44'17"23    | Eduard Zabuzhenko                                                      | 44'22"16    |
| Corse a ostacoli |                                                                           |             |                                                                            |             |                                                                        |             |
| 110 metri ostacoli | Jason Joseph                                                              | 13"41       | Robert Sakala                                                              | 13"48       | Luis Salort                                                            | 13"48       |
| 400 metri ostacoli | Wilfried Happio                                                           | 49"93       | Alessandro Sibilio                                                         | 50"34       | David José Pineda                                                      | 50"41       |
| 3000 metri siepi | Jakob Ingebrigtsen                                                        | 8'50"00     | Alexis Phelut                                                              | 8'53"73     | Louis Gilavert                                                         | 8'57"12     |
| Salti |                                                                           |             |                                                                            |             |                                                                        |             |
| Salto in alto | Maksim Nedasekau                                                          | 2,33 m      | Dmytro Nikitin                                                             | 2,28 m      | Tom Gale                                                               | 2,28 m      |
| Salto con l'asta | Armand Duplantis                                                          | 5,65 m      | Bo Kanda Lita Bähre                                                        | 5,45 m      | Romain Gavillon                                                        | 5,35 m      |
| Salto in lungo | Miltiádis Tentoglou                                                       | 8,07 m      | Jakub Andrzejczak                                                          | 8,02 m      | Héctor Santos                                                          | 7,96 m      |
| Salto triplo | Martin Lamou                                                              | 16,97 m     | Andrea Dallavalle                                                          | 16,87 m     | Melvin Raffin                                                          | 16,82 m     |
| Lanci |                                                                           |             |                                                                            |             |                                                                        |             |
| Getto del peso | Marcus Thomsen                                                            | 21,36 m     | Szymon Mazur                                                               | 20,70 m     | Odisseas Mouzenidis                                                    | 20,67 m     |
| Lancio del disco | Oskar Stachnik                                                            | 62,01 m     | Hleb Zhuk                                                                  | 60,16 m     | George Evans                                                           | 59,05 m     |
| Lancio del martello | Hlib Piskunov                                                             | 81,75 m     | Aliaksandr Shymanovich                                                     | 77,74 m     | Dániel Rába                                                            | 75,95 m     |
| Lancio del giavellotto | Cyprian Mrzygłód                                                          | 80,52 m     | Aljaksej Katkavec                                                          | 76,91 m     | Lukas Moutarde                                                         | 74,22 m     |
| Prove multiple |                                                                           |             |                                                                            |             |                                                                        |             |
| Decathlon | Niklas Kaul                                                               | 8435 p.     | Johannes Erm                                                               | 8141 p.     | Karel Tilga                                                            | 8002 p.     |
| Staffette |                                                                           |             |                                                                            |             |                                                                        |             |
| Staffetta 4×100 metri | Germania Milo Skupin-Alfa Thomas Barthel Jonathan Petzke Emanuel Stubican | 39"48       | Italia Andrei Alexandru Zlatan Nicholas Artuso Mario Marchei Filippo Tortu | 39"50       | Spagna Javier Troyano Pol Retamal Daniel Ambros Sergio López           | 39"59       |
| Staffetta 4×400 metri | Italia Vladimir Aceti Edoardo Scotti Klaudio Gjetja Alessandro Sibilio    | 3'08"68     | Francia Fabrisio Saïdy Téo Andant Lidji Mbaye Wilfried Happio              | 3'09"04     | Polonia Mateusz Rzeźniczak Antoni Walicki Maciej Hołub Tymoteusz Zimny | 3'09"32     |
| miglior prestazione mondiale under 20; miglior prestazione mondiale stagionale under 20; record europeo; miglior prestazione europea stagionale; record europeo under 20; record europeo stagionale under 20; record dei campionati; record nazionale; record nazionale under 20; record nazionale under 18; record personale; record personale stagionale. |                                                                           |             |                                                                            |             |                                                                        |             |

### Donne
| Specialità | Oro                                                                    | Prestazione | Argento                                                              | Prestazione | Bronzo                                                              | Prestazione |
| Corse piane |                                                                        |             |                                                                      |             |                                                                     |             |
| 100 metri | Gina Akpe-Moses                                                        | 11"71       | Keshia Kwadwo                                                        | 11"75       | Ingvild Meinseth                                                    | 11"77       |
| 200 metri | Maya Bruney                                                            | 23"04       | Sophia Junk                                                          | 23"45       | Katrin Fehm                                                         | 23"49       |
| 400 metri | Anastasiya Bryzhina                                                    | 52"01       | Andrea Miklós                                                        | 52"31       | Hannah Williams                                                     | 52"55       |
| 800 metri | Khahisa Mhlanga                                                        | 2'06"96     | Ellie Baker                                                          | 2'07"01     | Gabriela Gajanová                                                   | 2'07"15     |
| 1.500 metri | Amelia Quirk                                                           | 4'13"25     | Liliana Georgieva                                                    | 4'16"73     | Harriet Knowles-Jones                                               | 4'17"53     |
| 3.000 metri | Delia Sclabas                                                          | 9'10"13     | Mathilde Sénéchal                                                    | 9'20"05     | Nadia Battocletti                                                   | 9'24"01     |
| 5.000 metri | Jasmijn Lau                                                            | 16'38"85    | Miriam Dattke                                                        | 16'39"81    | Floor Doornwaard                                                    | 16'41"71    |
| Corse su strada |                                                                        |             |                                                                      |             |                                                                     |             |
| 10 km marcia | Yana Smerdova                                                          | 47'19"69    | Teresa Zurek                                                         | 47'33"20    | Meryem Bekmez                                                       | 48'33"88    |
| Corse a ostacoli |                                                                        |             |                                                                      |             |                                                                     |             |
| 100 metri ostacoli | Solène Ndama                                                           | 13"15       | Alicia Barrett                                                       | 13"28       | Klaudia Siciarz                                                     | 13"33       |
| 400 metri ostacoli | Yasmin Giger                                                           | 55"90       | Agata Zupin                                                          | 55"96       | Viivi Lehikoinen                                                    | 56"49       |
| 3000 metri siepi | Lisa Oed                                                               | 10'00"79    | Tatsiana Shabanava                                                   | 10'03"32    | Gülnaz Uskun                                                        | 10'19"44    |
| Salti |                                                                        |             |                                                                      |             |                                                                     |             |
| Salto in alto | Michaela Hrubá                                                         | 1,93 m      | Karyna Taranda                                                       | 1,87 m      | Maja Nilsson                                                        | 1,85 m      |
| Salto con l'asta | Lisa Gunnarsson                                                        | 4,40 m      | Molly Caudery                                                        | 4,35 m      | Wilma Murto                                                         | 4,15 m      |
| Salto in lungo | Milica Gardašević                                                      | 6,46 m      | Tabea Christ                                                         | 6,41 m      | Kaiza Karlén                                                        | 6,32 m      |
| Salto triplo | Violetta Skvartsova                                                    | 14,21 m     | Ilionis Guillaume                                                    | 13,97 m     | Naomi Ogbeta                                                        | 13,68 m     |
| Lanci |                                                                        |             |                                                                      |             |                                                                     |             |
| Getto del peso | Julia Ritter                                                           | 17,24 m     | Jorinde van Klinken                                                  | 16,89 m     | Anna Niedbała                                                       | 16,32 m     |
| Lancio del disco | Alexandra Emilianov                                                    | 56,38 m     | Karolina Urban                                                       | 53,88 m     | Kristina Rakočević                                                  | 53,56 m     |
| Lancio del martello | Katerina Skypalová                                                     | 64,78 m     | Eva Mustafić                                                         | 63,09 m     | Michaela Walsh                                                      | 61,27 m     |
| Lancio del giavellotto | Nikol Tabačková                                                        | 55,10 m     | Carolina Visca                                                       | 53,65 m     | Elina Kinnunen                                                      | 52,94 m     |
| Prove multiple |                                                                        |             |                                                                      |             |                                                                     |             |
| Eptathlon | Alina Shukh                                                            | 6381 p.     | Géraldine Ruckstuhl                                                  | 6357 p.     | Sarah Lagger                                                        | 6083 p.     |
| Staffette |                                                                        |             |                                                                      |             |                                                                     |             |
| Staffetta 4×100 metri | Germania Katrin Fehm Keshia Kwadwo Sophia Junk Jennifer Montag         | 43"44       | Francia Éloïse de la Talle Sarah Mingas Estelle Raffai Marine Mignon | 44"03       | Gran Bretagna Ebony Carr Alisha Rees Maya Bruney Olivia Okoli       | 44"17       |
| Staffetta 4×400 metri | Ucraina Ivanna Avramchuk Dzhoys Koba Iryna Marchak Anastasiya Bryzhina | 3'32"82     | Germania Vanessa Aniteye Meike Gerlach Alica Schmidt Corinna Schwab  | 3'33"08     | Gran Bretagna Mair Edwards Maya Bruney Ella Barrett Hannah Williams | 3'33"68     |
| miglior prestazione mondiale under 20; miglior prestazione mondiale stagionale under 20; record europeo; miglior prestazione europea stagionale; record europeo under 20; record europeo stagionale under 20; record dei campionati; record nazionale; record nazionale under 20; record nazionale under 18; record personale; record personale stagionale. |                                                                        |             |                                                                      |             |                                                                     |             |

## Medagliere
Legenda
     Paese ospitante
| Posizione | Paese                     | Oro | Argento | Bronzo | Totale |
| --------- | ------------------------- | --- | ------- | ------ | ------ |
| 1         | Germania                  | 5   | 7       | 1      | 13     |
| 2         | Gran Bretagna             | 5   | 6       | 8      | 19     |
| 3         | Ucraina                   | 4   | 1       | 1      | 6      |
| 4         | Francia                   | 3   | 5       | 4      | 12     |
| 5         | Italia                    | 3   | 5       | 1      | 9      |
| 6         | Svizzera                  | 3   | 1       | 0      | 4      |
| 7         | Norvegia                  | 3   | 0       | 1      | 4      |
| 8         | Rep. Ceca                 | 3   | 0       | 0      | 3      |
| 9         | Bielorussia               | 2   | 5       | 0      | 7      |
| 10        | Polonia                   | 2   | 4       | 3      | 9      |
| 11        | Svezia                    | 2   | 0       | 2      | 4      |
| 12        | Atleti indipendenti (EAA) | 2   | 0       | 0      | 2      |
| 13        | Paesi Bassi               | 1   | 1       | 1      | 3      |
| 13        | Romania                   | 1   | 1       | 1      | 3      |
| 15        | Croazia                   | 1   | 1       | 0      | 2      |
| 16        | Irlanda                   | 1   | 0       | 2      | 3      |
| 17        | Grecia                    | 1   | 0       | 1      | 2      |
| 18        | Moldavia                  | 1   | 0       | 0      | 1      |
| 18        | Serbia                    | 1   | 0       | 0      | 1      |
| 20        | Spagna                    | 0   | 2       | 5      | 7      |
| 21        | Finlandia                 | 0   | 1       | 4      | 5      |
| 22        | Belgio                    | 0   | 1       | 1      | 2      |
| 22        | Estonia                   | 0   | 1       | 1      | 2      |
| 24        | Bulgaria                  | 0   | 1       | 0      | 1      |
| 24        | Slovenia                  | 0   | 1       | 0      | 1      |
| 26        | Turchia                   | 0   | 0       | 3      | 3      |
| 27        | Austria                   | 0   | 0       | 1      | 1      |
| 27        | Ungheria                  | 0   | 0       | 1      | 1      |
| 27        | Montenegro                | 0   | 0       | 1      | 1      |
| 27        | Slovacchia                | 0   | 0       | 1      | 1      |
| Totale    | Totale                    | 44  | 44      | 44     | 132    |

## Atleti plurivincitori
Uomini
- Vladimir Aceti ( 400 m piani,  staffetta 4×400 m)

Donne
- Anastasiya Bryzhina ( 400 m piani,  staffetta 4×400 m)